# Дюбюф, Луи Эдуар
Луи-Эдуар Дюбюф (фр. Édouard Louis Dubufe; 31 марта 1819, Париж — 11 августа 1883, Версаль) — французский живописец-портретист.

## Биография
Сын Клода-Мари Дюбюфа, муж Жюльетты Дюбюф (дочери композитора и пианиста Пьера Жозефа Гийома Циммермана), отец Гийома Дюбюфа. Первые уроки живописи получил у отца, позже учился в Парижском училище изящных искусств (ученик  Поля Делароша). В 1839 году был награждён бронзовой медалью за картину, выставленную в Салоне.
В начале творческой карьеры занимался исторической и религиозной живописью.
В 1848—1851 годах жил в Англии, где познакомился с произведениями известных английских портретистов, которым впоследствии стремился подражать. Стал писать преимущественно портреты, которые составили ему громкую репутацию и принесли большую популярность. Пользуясь большим успехом у аристократии, получал заказы от императора, в том числе написал картину «Подписание Парижского мирного договора» (1856). По заказу императрицы принял участие в оформлении её «Голубого салона» в Тюильри.
Уменье приукрашать образ изображаемого и, вместе с тем, сохранять сходство с натурою, а также вкус, с каким художник костюмировал свои женские модели и писал всевозможные ткани, сделали его любимым портретистом французских дам высшего круга (портреты императрицы Евгении, принцессы Матильды, графини Монтебелло, г-жи Руэр и пр.). Мужские портреты Л. Дюбюфа (Наполеона III, Эм. Ожье, живописца А. Ж. Арпиньи, писателя А. Дюма-сына, графа Нювенкерка, П. Демидова и др.) представляют больше серьёзных качеств, чем женские.
Из его картин наиболее известны: «Товия хоронит мёртвых» (1844), «Утренняя молитва» (1844), «Шильонский узник» (1846), «Мирный конгресс 1867 г.» (находится в Версальском дворце) и «Блудный сын» (большой триптих с пышной композицией в стиле П. Веронезе).
В 1853 году родился его сын Гийом, который также стал известным художником. В 1855 году жена Луи-Эдуара умерла при родах.
Умер в 1883 году после продолжительной болезни.

## Галерея

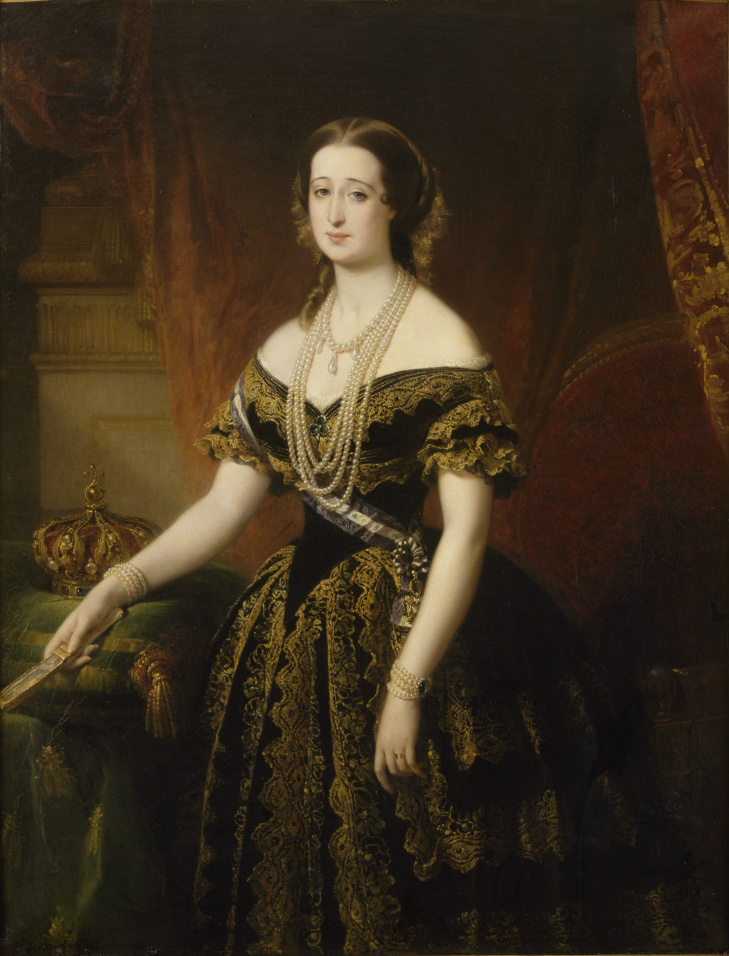
Портрет императрицы Евгении, 1854, Версаль
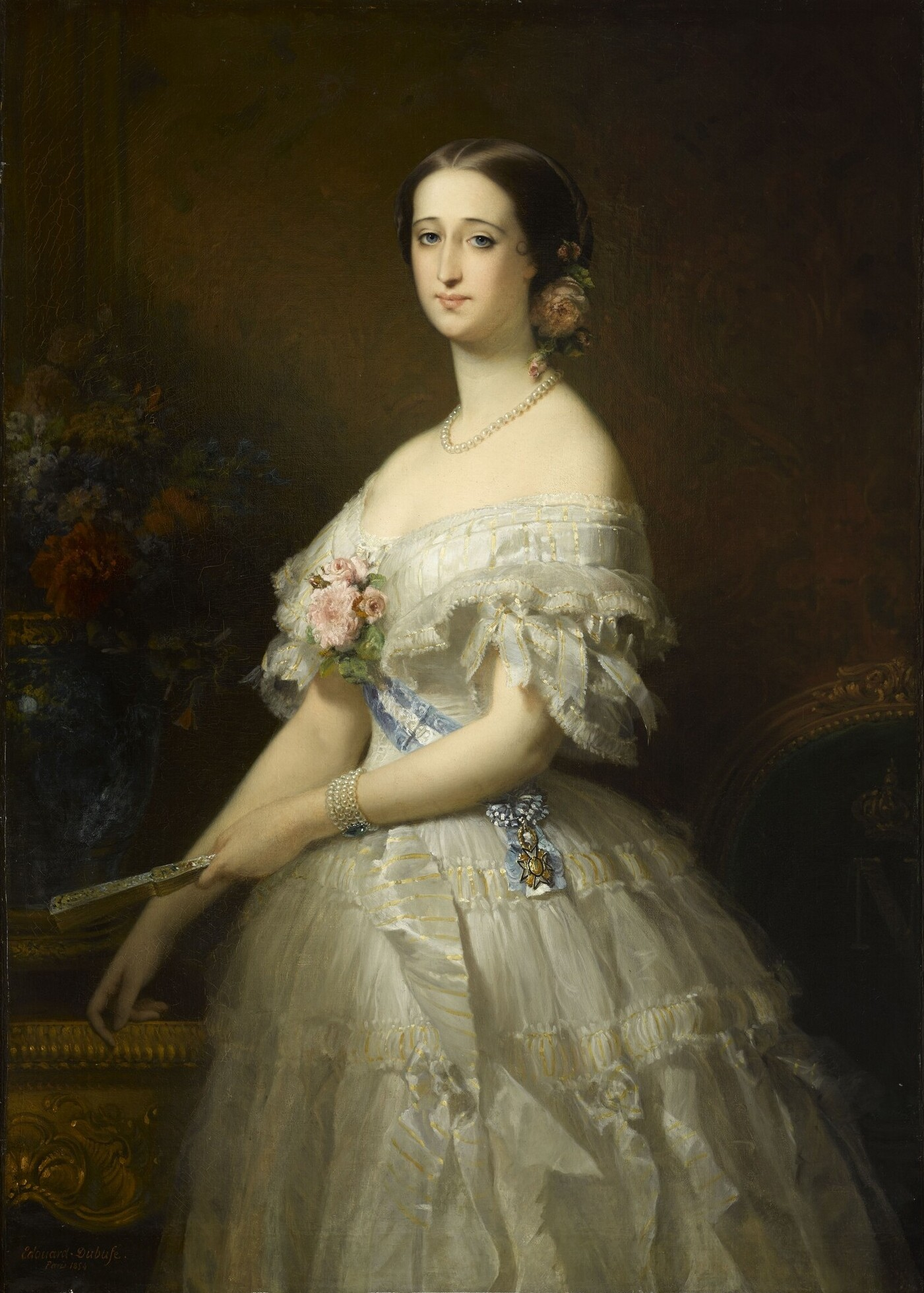
Портрет императрицы Евгении, Версаль
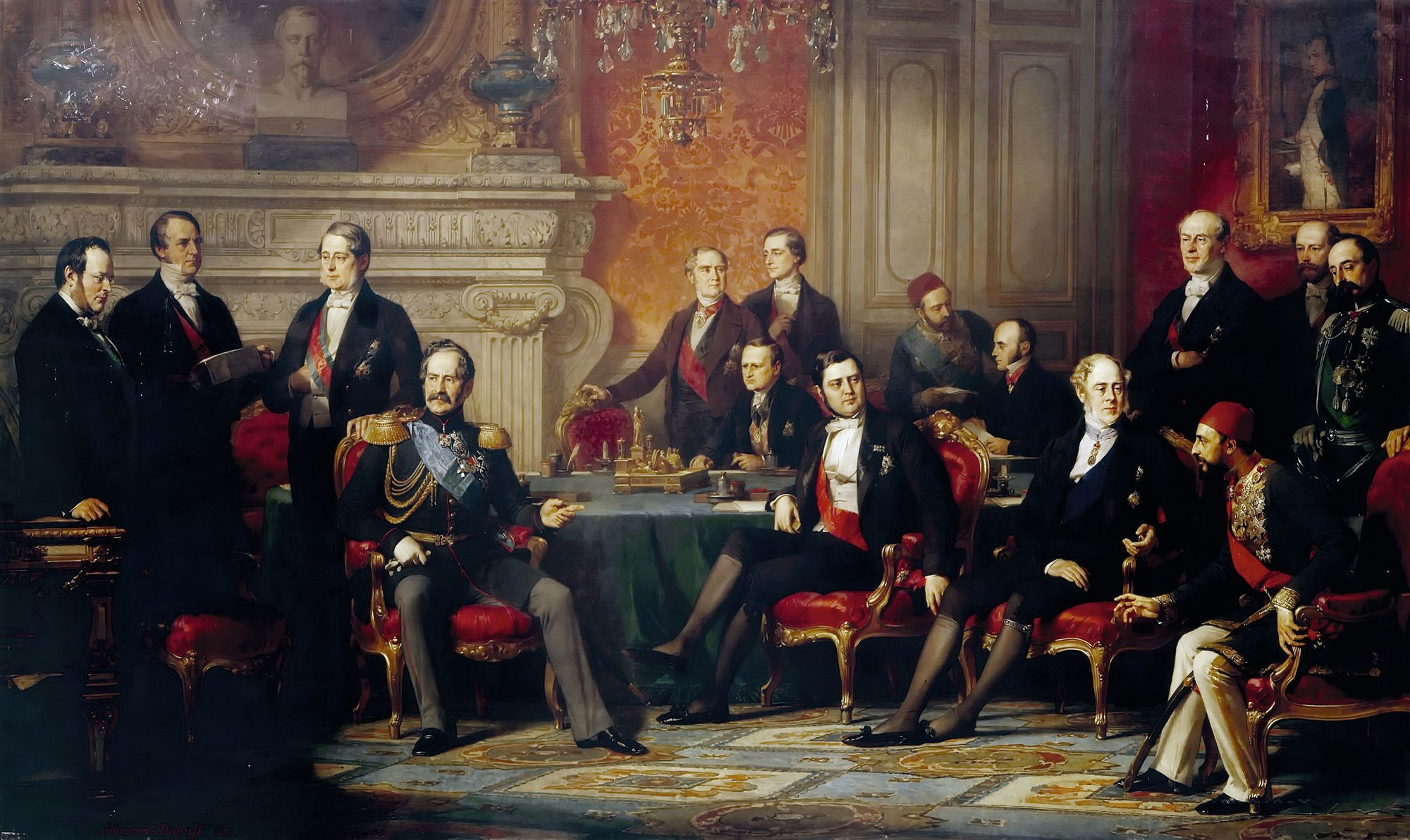
Подписание Парижского мирного договора, 1856, Версаль
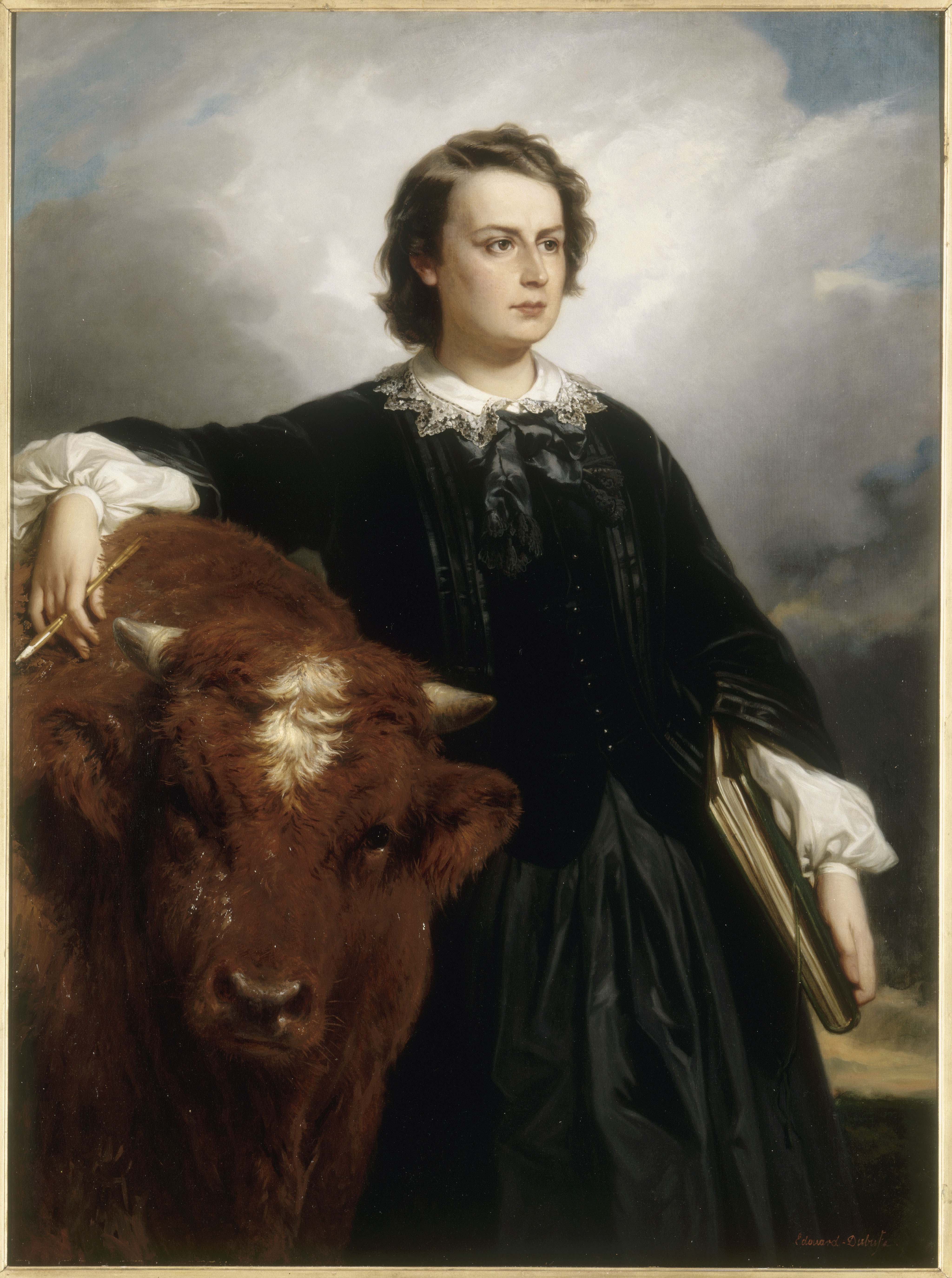
Портрет Розы Бонёр с быком, 1857, Версаль
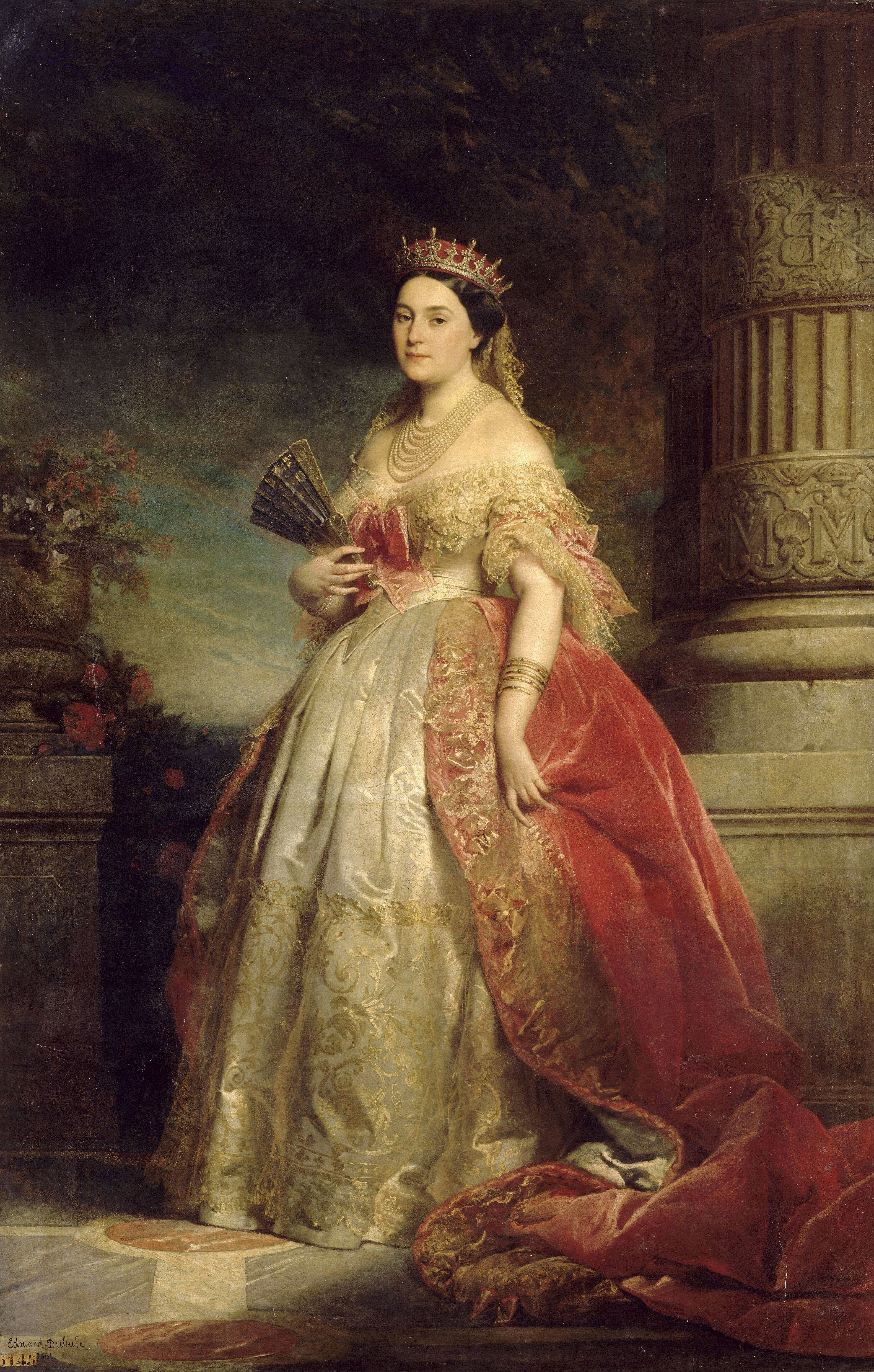
Портрет принцессы Матильды, 1861, Версаль

## Источник
- Дюбюф // Энциклопедический словарь Брокгауза и Ефрона : в 86 т. (82 т. и 4 доп.). — СПб., 1890—1907.